# Dazaifu, Fukuoka
Dazaifu (太宰府市 Dazaifu-shi) là một thành phố thuộc tỉnh Fukuoka, Nhật Bản. Thành phố này nằm gần Ōnojō và Chikushino. Mặc dù đất thành phố đều là đô thị, nhưng nó vẫn có những khu vực để trồng trọt.
Đến năm 2005, dân số thành phố ước tính là 67.428, mật độ 2.277,20 người/km², với tổng diện tích 29,61 km².
Thành phố được chính thức thành lập ngày 01 thánh 4 năm 1982, mặc dù nó có bề dày lịch sử khoảng 1000 năm.